# Akbar Tea
Akbar Tea (рус. Чай «Акбар») — марка чая, принадлежащая компании Akbar Brothers (Pvt) Ltd (Шри-Ланка). Компания основана на Цейлоне в 1907 г. семьей Акбаралли (Akbarally).
Шри-Ланка производит более 300 тысяч тонн чая, что составляет примерно 22 % от мирового производства. Akbar Brothers является самым крупным экспортёром чая из Шри-Ланки. Объем поставок компании составляет более 50 тысяч тонн в год (примерно 3 % от мирового производства).
По данным компании, чай Akbar поставляется в более чем 80 стран мира, в первую очередь в Россию, Украину, Чили, США, европейские страны: Испанию, Португалию, Францию.
Компания «Akbar Brothers Ltd.» первой из цейлонских компаний получила аккредитацию Международной организации по стандартизации (ISO — 9002) и свидетельство ХАССП, а Институт Торговли Шри–Ланки присвоил торговой марке AKBAR почётное звание «World Brand of Sri Lanka».